# Templo de Beitel Uáli

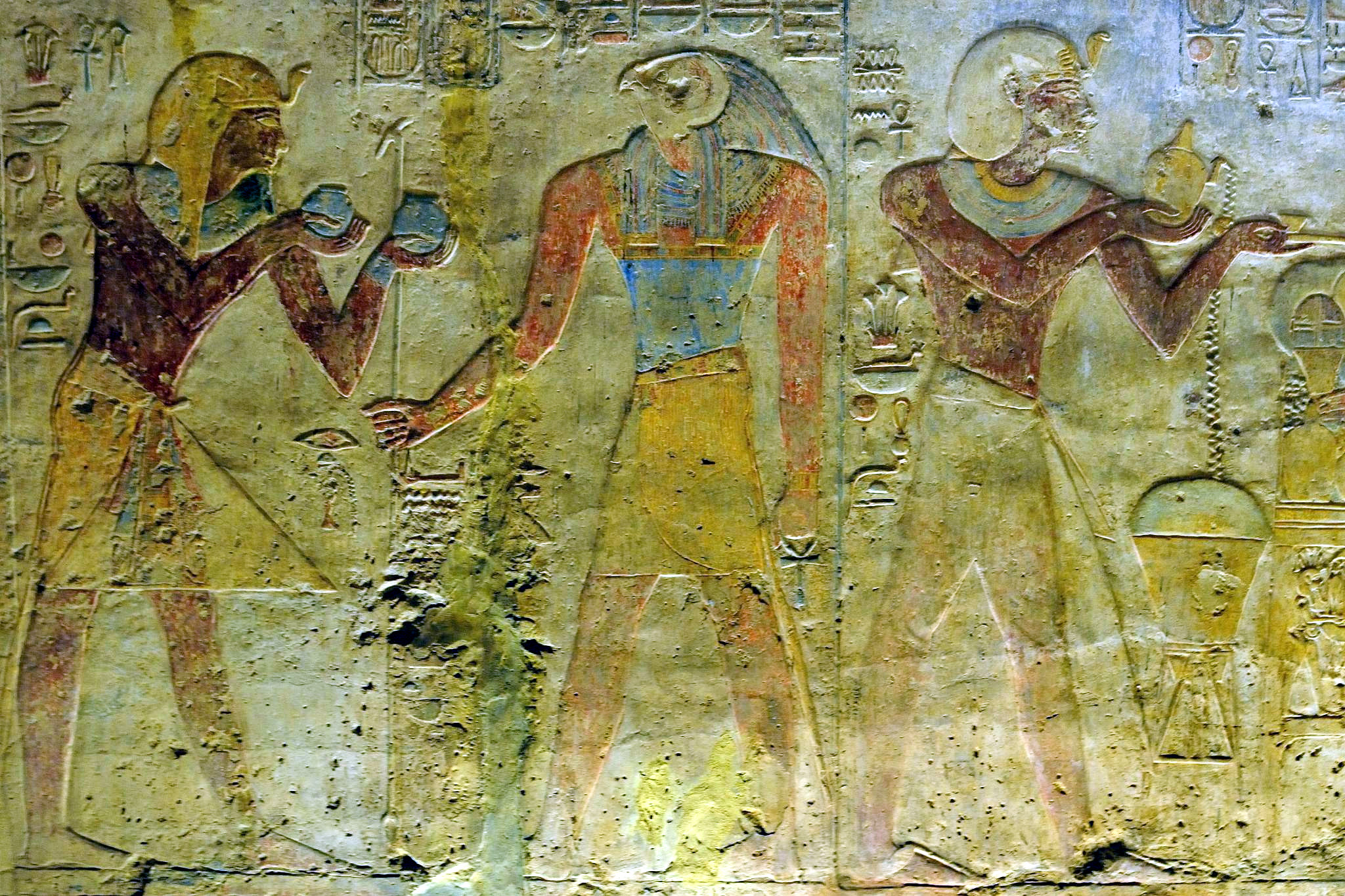
Relevo de Ramessés fazendo oferenda a Hórus

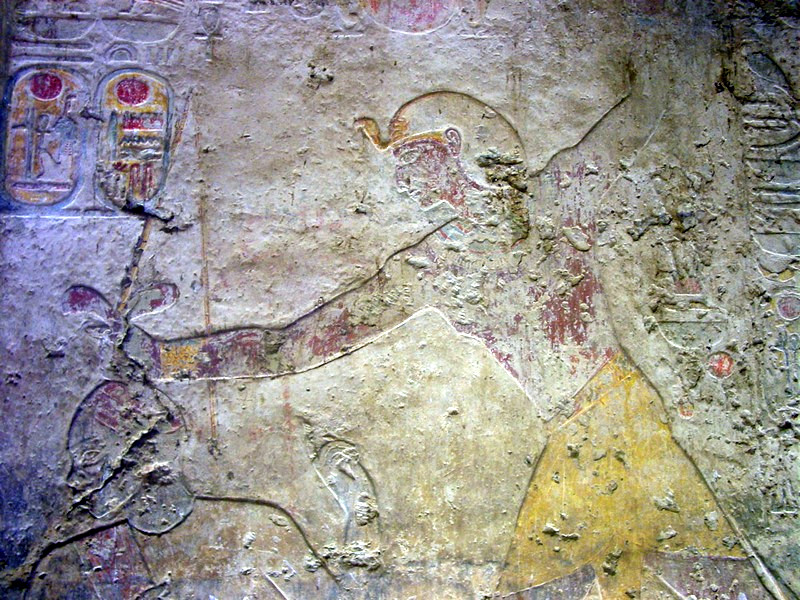
Releve de Ramessés ferindo um inimigo

Beitel Uáli é um templo egípcio cortado na rocha na Núbia, situado a 50 quilômetros ao sul de Assuã, que foi construído pelo faraó Ramessés II (r. 1279–1213 a.C.) e dedicado aos deuses Amom-Rá, Rá-Haraqueti, Quenúbis e Anúquis. Foi o primeiro de uma série de templos construídos por Ramessés na região; seu nome significa "Casa do Homem Sagrado" e pode indicar seu uso anterior por um ermitão cristão em algum momento no passado. O tempo foi realocado durante os anos 60 como resultado do projeto da represa de Assuã e movido para terreno mais alto, junto ao Templo de Calabexa. A movimentação foi coordenada com um time de arqueólogos poloneses financiados conjuntamente por um instituto sueco e o Instituto Oriental de Chicago.

## História política
Os templos núbios de Ramessés II (Uádi Sebua, Beitel Uáli e Abul-Simbel) eram parte de uma política de patrocínio estatal designada para manter o controle egípcio sobre a região. Durante o Reino Novo (1550–1069 a.C.), a Núbia não era apenas governada por oficiais egípcios, mas estava sujeita ao Egito:
| “ | [...] política deliberada de aculturação, cuja intenção era derrubar a identidade núbia. Muitos núbios importantes foram educados no Egito e adotaram roupas, costumes funerários e religião egípcias. Falavam a língua egípcia e até mudaram seus nomes para os egípcios. A decoração dos templos era, até certo ponto, propaganda real destinada a intimidar a população [local]. | ” |

## Arquitetura e decoração
Há uma grande quantidade de relevos coloridos na parte interna deste templo, enquanto os relevos externos presentes no pátio desapareceram. Perto do meio da parede sul do templo, Ramessés é retratado em batalha contra núbios enquanto seus dois filhos Amenerquepexefe e Caemuasete aparecem no relevo. No relevo seguinte,
| “ | Ramessés [é] entronado, recebendo o tributo da Núbia. No registro superior, o filho mais velho de Ramessés e vice-rei Amenemópis apresenta a procissão do tributo. O vice-rei é recompensado por seus esforços com colares de ouro. | ” |

"Um molde pintado de relevo de parede" no templo ilustra a riqueza de produtos exóticos que os egípcios obtinham em troca ou tributo dos cuxitas; aqui, o faraó recebe peles de leopardo, caudas de girafa, girafas, macacos, leopardos, gado, antílopes, gazelas, leões, penas e ovos de avestruz, ébano, marfim, leques, tigelas, escudos feitos de peles de animais e ouro. Alguns dos núbios que fazem parte do tributo "seriam destinados ao Egito para trabalhar nos projetos de construção do rei, agir como polícia ou ser recrutados para o serviço militar na Síria". O tema primordial do sucesso militar egípcio também é martelado na parede oposta, onde as campanhas triunfais de Ramessés II na Líbia e na Síria foram registradas: é retratado pisoteando seus inimigos e segurando os outros "pelos cabelos na mão esquerda enquanto os fere com a direita."
O tema do poder de Ramessés também é levado ao interior, onde há cenas de violência nas paredes do vestíbulo. Doravante, Ramessés aparece como governante piedoso que adora outros deuses; além da porta que leva ao santuário, há nichos com estátuas do faraó com (à esquerda) Ísis e Hórus e (à direita) Quenúbis e Anúquis, os deuses de Elefantina e primeira catarata.  O faraó é mostrado apresentando vasos de vinho a Quenúbis e Anúquis oferece a Ramessés vários jubileus. O santuário contém três imagens de culto recortadas, talvez de Amom, Ptá e Ramessés. No lago oposto da porta, há cenas do faraó como criança sendo amamentado por Ísis e Anúquis; porém, o nicho da estátua foi destruído mais tarde, talvez na era cristã. Os relevos de Beitel Uáli e seu plano incomum diferenciam-no dos templos posteriores deste faraó, que estão localizados mais ao sul, na Núbia.
O templo é pequeno e foi construído em nível simétrico. Possui pátio, antessala com duas colunas e santuário cortado na rocha circundante, com exceção da entrada e porta da frente. Era fronteado por um pilone. No início da época copta cristã, era uma igreja. Muitos viajantes visitaram-o. Os relevos do templo foram copiados por Günther Roeder em 1907, embora moldes foram feitos por Roberto Hay nos anos 1820. O sítio não foi compreensivamente estudado até o trabalho de uma expedição conjunta da Universidade de Chicago e o Instituto Sueco do Cairo nos anos 60.